# Sodele
Sodele (gebildet aus der Partikel so, wobei das „o“ in „so“ offen und kurz ausgesprochen wird, und dem Diminutiv-Suffix -le) ist ein schwäbisches Wort, das im Hochdeutschen eine Erweiterung zur Interjektion „so“ im Sinne von „Nun kommen wir zur Sache…“ ausdrückt, oder auch im Sinne von „Na also!“. 

## Bedeutung
Nach Thaddäus Troll drückt das Wort die Befriedigung über eine zufriedenstellend abgeschlossene Tätigkeit aus, egal, ob diese im Bett, im Wirtshaus oder am Schreibtisch stattgefunden habe. Über die reine Wortbedeutung hinaus, bei der dem im Hochdeutschen vielfältig benutzten So ein nur im Schwäbischen und in angrenzenden Dialekten möglicher Diminutiv angehängt wird, wird es zusammen mit Jetzetle als typisch schwäbische Partikel zur Parodie oder Kennzeichnung des schwäbischen Dialekts verwendet.

## Beispiel
- „Sodele, jetzt möcht i erschdmol allene Grüßgott sage.“ (Gerlinde Kretschmann)[3]